# Ford Pilot
 (mai 2024).
La mise en forme du texte ne suit pas les recommandations de Wikipédia : il faut le « wikifier ».
Les points d'amélioration suivants sont les cas les plus fréquents. Le détail des points à revoir est peut-être précisé sur la page de discussion.
- Les titres sont pré-formatés par le logiciel. Ils ne sont ni en capitales, ni en gras.
- Le texte ne doit pas être écrit en capitales (les noms de famille non plus), ni en gras, ni en italique, ni en « petit »…
- Le gras n'est utilisé que pour surligner le titre de l'article dans l'introduction, une seule fois.
- L'italique est rarement utilisé : mots en langue étrangère, titres d'œuvres, noms de bateaux, etc.
- Les citations ne sont pas en italique mais en corps de texte normal. Elles sont entourées par des guillemets français : « et ».
- Les listes à puces sont à éviter, des paragraphes rédigés étant largement préférés. Les tableaux sont à réserver à la présentation de données structurées (résultats, etc.).
- Les appels de note de bas de page (petits chiffres en exposant, introduits par l'outil «  Source ») sont à placer entre la fin de phrase et le point final[comme ça].
- Les liens internes (vers d'autres articles de Wikipédia) sont à choisir avec parcimonie. Créez des liens vers des articles approfondissant le sujet. Les termes génériques sans rapport avec le sujet sont à éviter, ainsi que les répétitions de liens vers un même terme.
- Les liens externes sont à placer uniquement dans une section « Liens externes », à la fin de l'article. Ces liens sont à choisir avec parcimonie suivant les règles définies. Si un lien sert de source à l'article, son insertion dans le texte est à faire par les notes de bas de page.
- La présentation des références doit suivre les conventions bibliographiques. Il est recommandé d'utiliser les modèles {{Ouvrage}}, {{Chapitre}}, {{Article}}, {{Lien web}} et/ou {{Bibliographie}}. Le mode d'édition visuel peut mettre en forme automatiquement les références.
- Insérer une infobox (cadre d'informations à droite) n'est pas obligatoire pour parachever la mise en page.

Pour une aide détaillée, merci de consulter Aide:Wikification.
Si vous pensez que ces points ont été résolus, vous pouvez retirer ce bandeau et améliorer la mise en forme d'un autre article.
À ne pas confondre avec Honda Pilot ou MG Pilot.

La Ford Pilot modèle E71A est une automobile de taille moyenne qui a été construite par Ford Royaume-Uni d'août 1947 à 1951. En 1951, les modèles Ford Zephyr et Ford Consul remplacent, la Pilot V8, bien que cette dernière ait continué à être commercialisée. Leur retrait progressif du marché s'opéra tout au long de ladite année. Au cours de sa phase de production, un total de 22 155 voitures ont été produites.

## Moteur et train de roulement
La Ford Pilot fut la première grande Ford britannique d'après-guerre. Lancée en 1946, elle reposait sur le châssis de la Model 62 de 22 chevaux d'avant-guerre. Son moteur initial était le V8 60 à soupapes latérales de 2227 cm³, dérivé du modèle de 1939. Ce moteur s'est avéré lacunaire pour la taille du véhicule et a été rapidement remplacé par le moteur Dagenham 'Enfo' E71A de 30 chevaux. Dagenham a fabriqué sa propre version de la Model 78 de 1937 des États-Unis, dotée de 21 goujons, indiquant une puissance de 30 ch, un bloc de 3,6 litres et probablement tous les accessoires, dont la plupart portaient des numéros de pièce 'Enfo'. Le moteur E71A présentait un certain nombre de différences par rapport au moteur américain de 1937. Le bloc avait un bouchon de givre à l'arrière de chaque côté, juste en dessous des têtes, les têtes avaient l'ordre d'allumage coulé, le vilebrequin avait un long museau, permettant le montage de courroies de ventilateur à double poulie pour les pick-ups, et les roulements de tête de bielle étaient à brides 1/4 de coquilles. Le puisard était également différent, car il avait un trou de positionnement en forme de poire pour accueillir le démarreur Lucas. Les collecteurs d'échappement avaient une conception fluide, ce qui représentait une amélioration par rapport aux versions américaines.

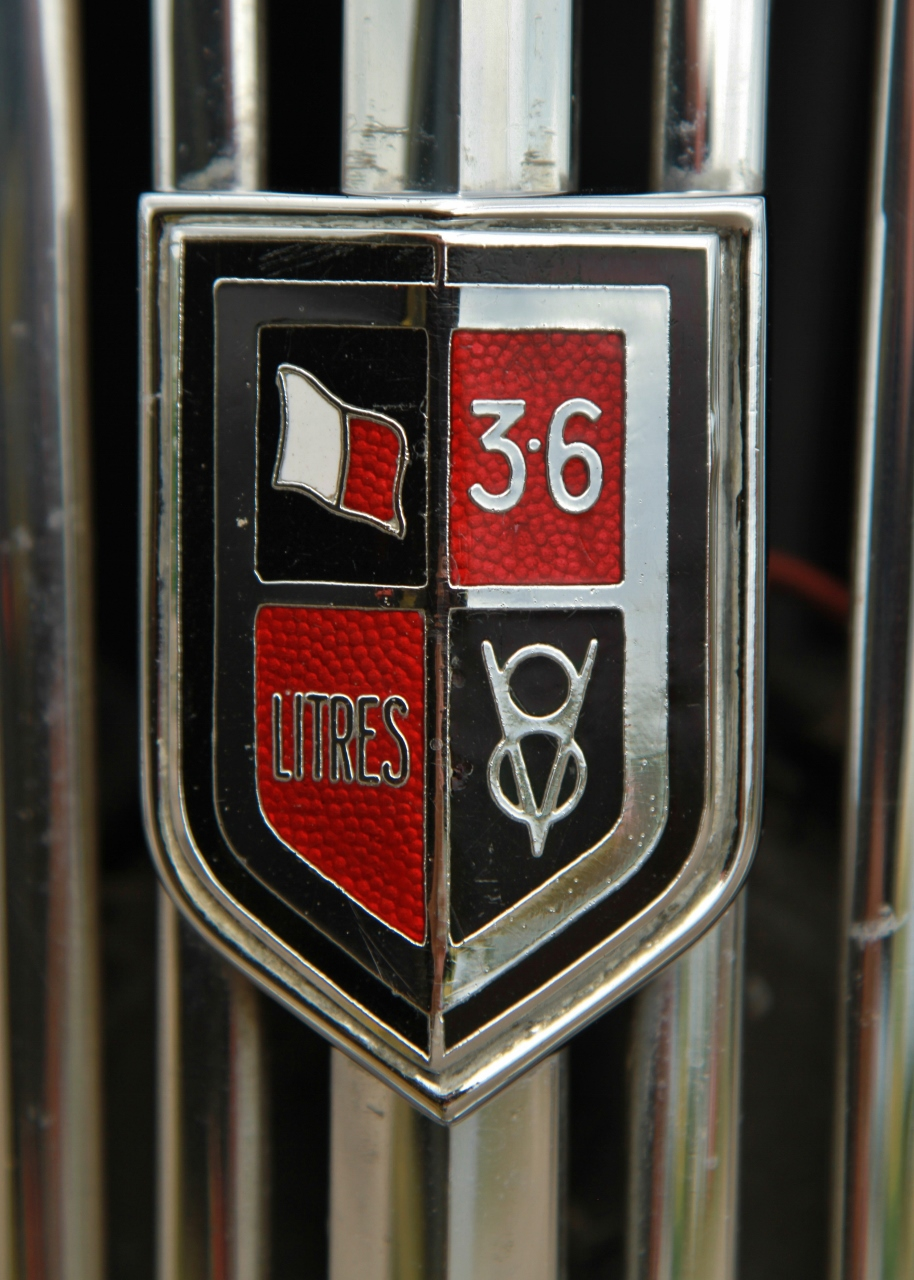
Insigne de calandre de la Ford Pilot V8 de 3.6 L de 1949 ou '50, Oxfordshire

Le moteur E71 de 30 chevaux développait une puissance de 81 chevaux, avec une cylindrée de 3 622 cm3, caractérisée par une course de 95 millimètres et un alésage de 78 millimètres. Il était alimenté par un unique carburateur Solex. Ce moteur, équipé de poulies à courroie à double poulie, était également utilisé dans les camions Thames.
La Ford Pilot était équipée d'une boîte de vitesses comportant trois rapports en marche avant et un en marche arrière. Les changements de vitesse s'effectuaient au moyen d'un levier de vitesses situé sur la colonne de direction. Le système de direction utilisait un mécanisme particulier nommé boîtier de direction Marles, qui reposait sur un système de vis sans fin et de rouleaux. Ce dernier comportait une "came en sablier" ainsi qu'un double rouleau. Bien que considérée comme antédiluvienne dès sa sortie d'usine, cette voiture disposait de freins avant à commande hydraulique, tandis que les freins arrière étaient actionnés par câble.
Le système électrique de la voiture, fourni par Lucas Industries, fonctionnait sous une tension de 6 volts, et incluait à la fois un démarreur et un générateur. De plus, la Pilot était équipée en standard d'un système d'échappement double, procurant une sonorité de qualité.
Les roues à larges crampons de 410 mm étaient identiques à celles des voitures américaines produites de 1936 à 1939. Les tambours de frein avant et arrière étaient fabriqués par 'Enfo', bien qu'ils aient conservé les mêmes dimensions que ceux de la Model 68 américaine de 1936.
La plupart des Pilot étaient des berlines quatre portes, basées sur la Model 48 américaine de 1935, cependant, des versions break de chasse ou boisé et pick-up ont également été construites. Ce dernier modèle était exclusivement destiné à l'exportation. Le pare-brise en laiton chromé pouvait être ouvert pour une ventilation, pivotant autour d'une charnière supérieure. La sellerie en cuir était standard, et les garnitures de tous les cadres de fenêtre intérieurs ainsi que du tableau de bord étaient en bakélite. Les clignotants de type Trafficator étaient standard, tandis qu'un système hydraulique à quatre vérins était disponible en option. La production a cessé en 1951 lorsque Ford a remplacé la Pilot par la Zephyr et la Consul.
La Ford Pilot, comme ses homologues de la même époque, était équipée de balais d'essuie-glace à dépression, alimentés par le collecteur du moteur et dotés d'un réservoir à vide afin d'améliorer leurs performances sous charge. Cette conception contrastait avec celle des voitures américaines qui ne possédaient pas de réservoir à vide, ce qui avait pour effet de ralentir considérablement ou même de stopper leurs balais d'essuie-glace lors de fortes accélérations ou de charges importantes.

Quant à ses performances, la Ford Pilot était réputée pour sa capacité à accélérer de 0 à 97 km/h en 21 secondes, atteignant une vitesse maximale de 130 km/h. Sa consommation moyenne était évaluée à 16 litres aux 100 km.

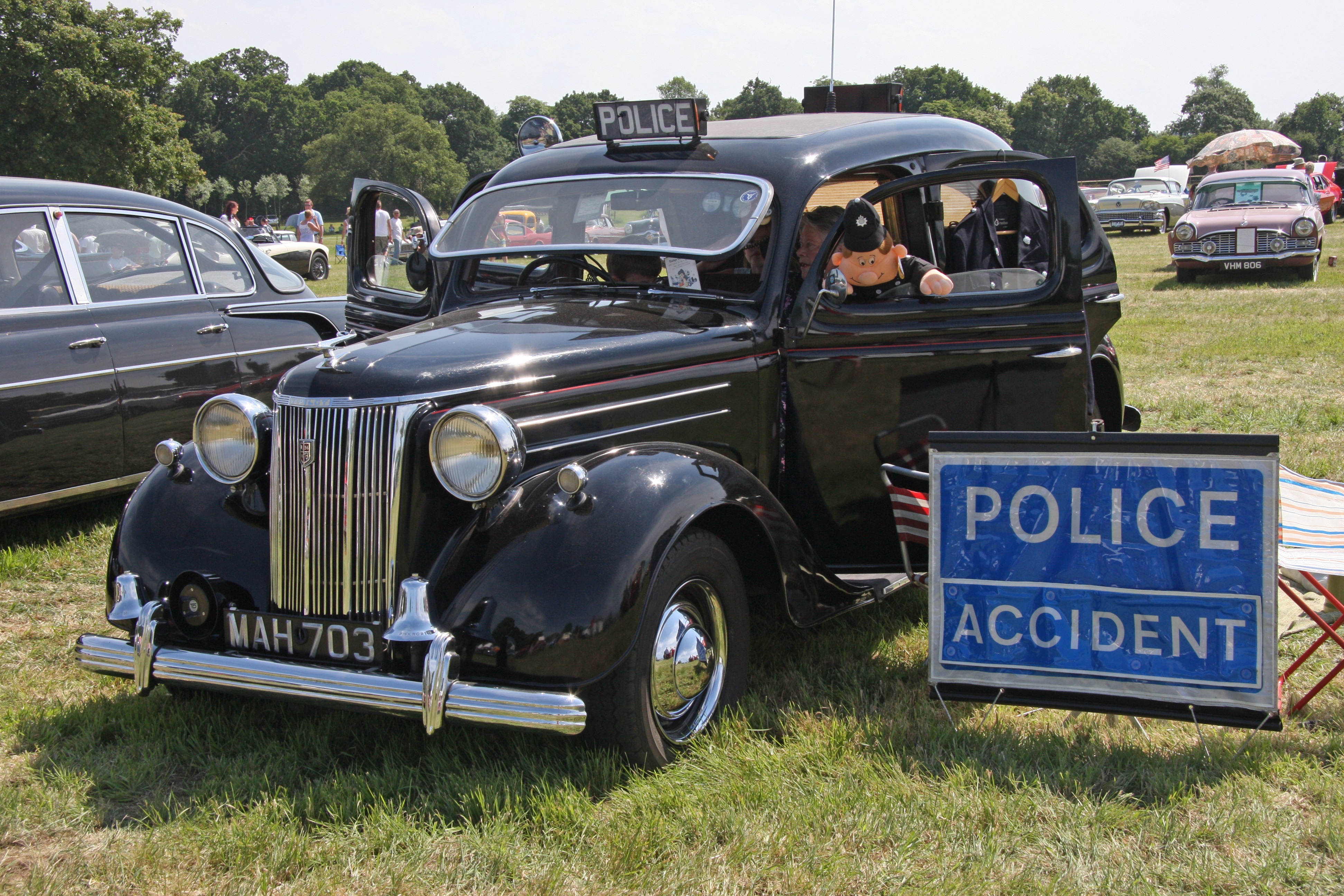
Ford Pilot V8 voiture de police berline, avec pare-brise ouvert.
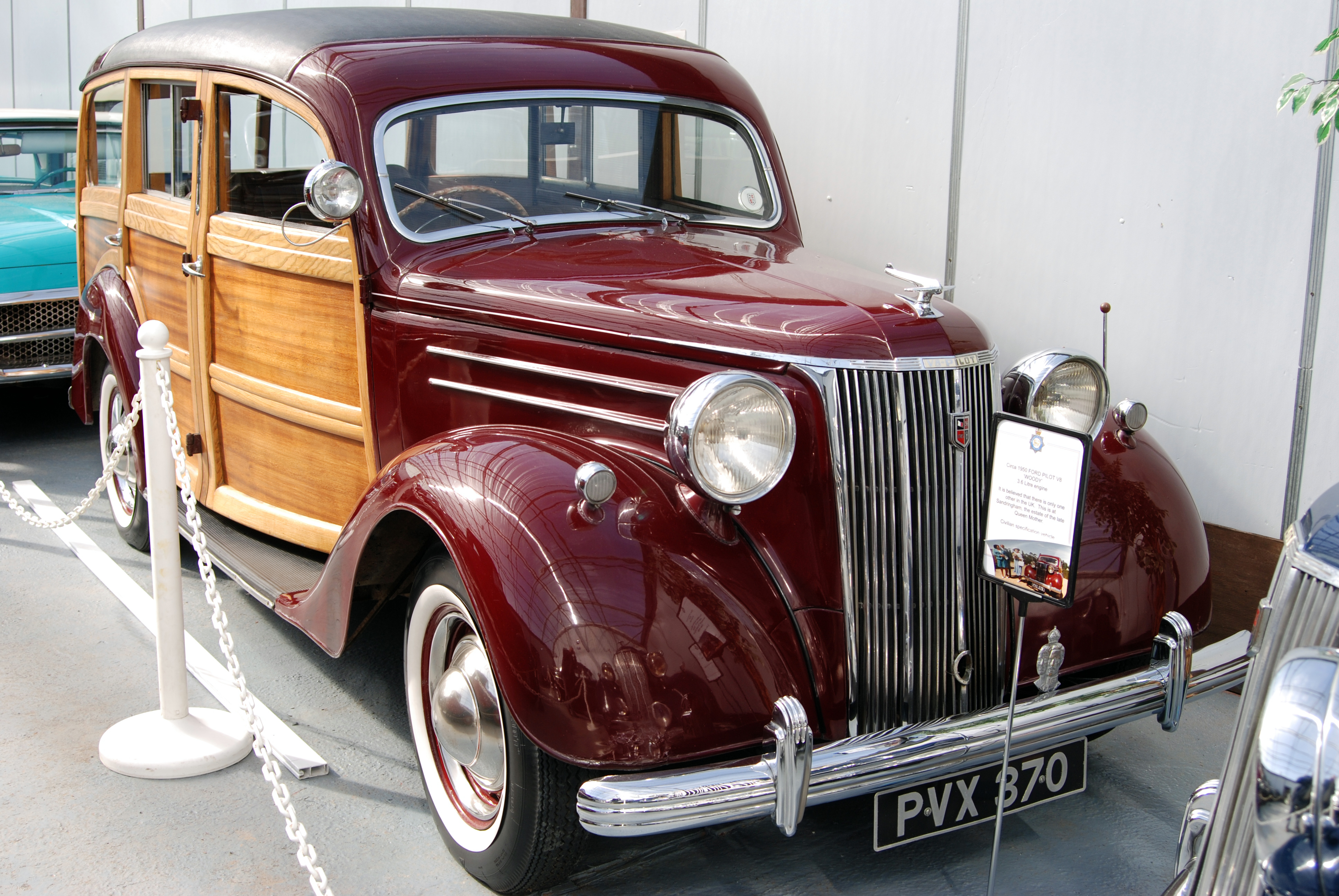
Ford Pilot V8 break.
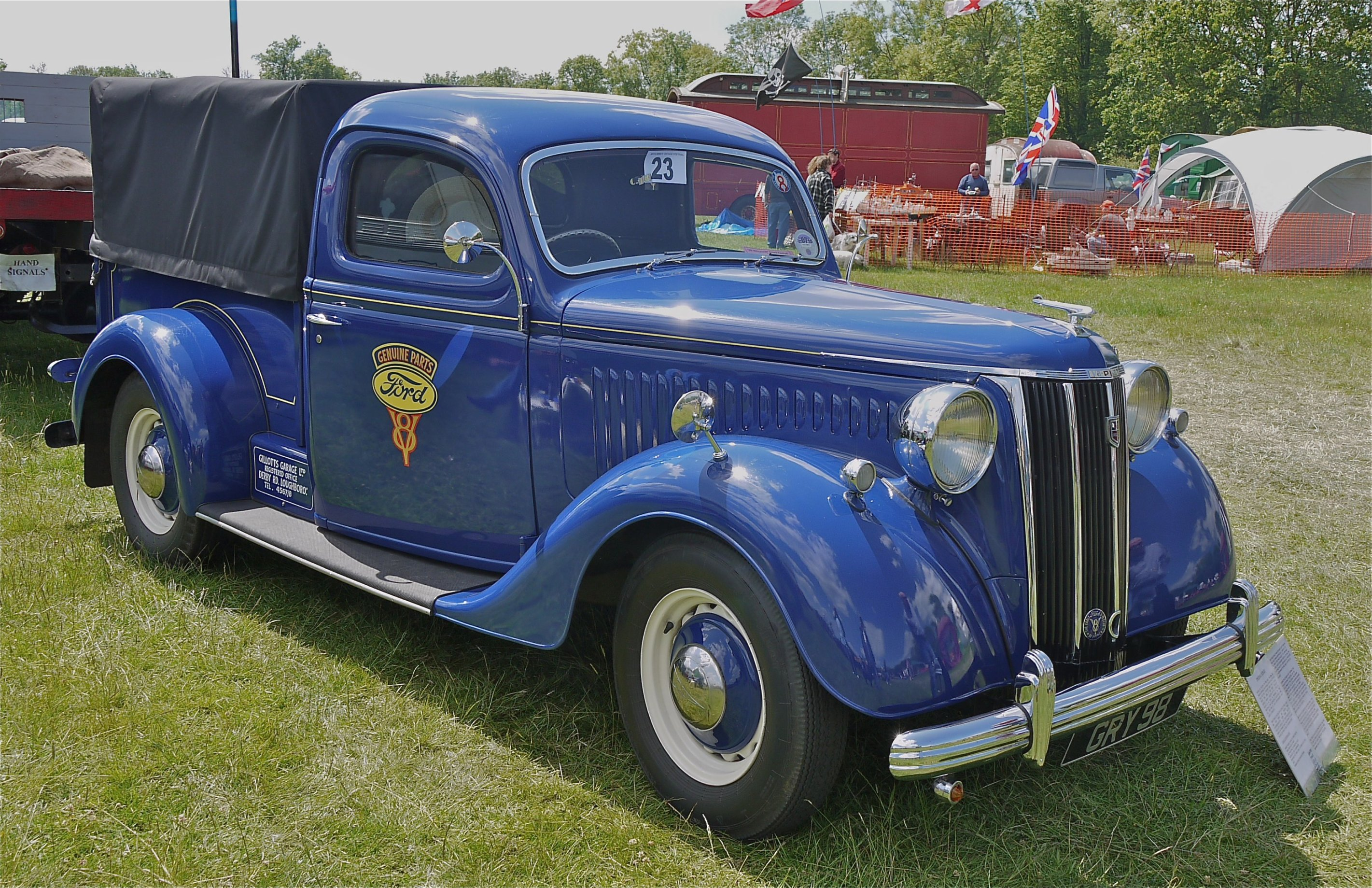
Ford Pilot V8 pick-up. Celui-ci a des enjoliveurs Ford américains non originaux.
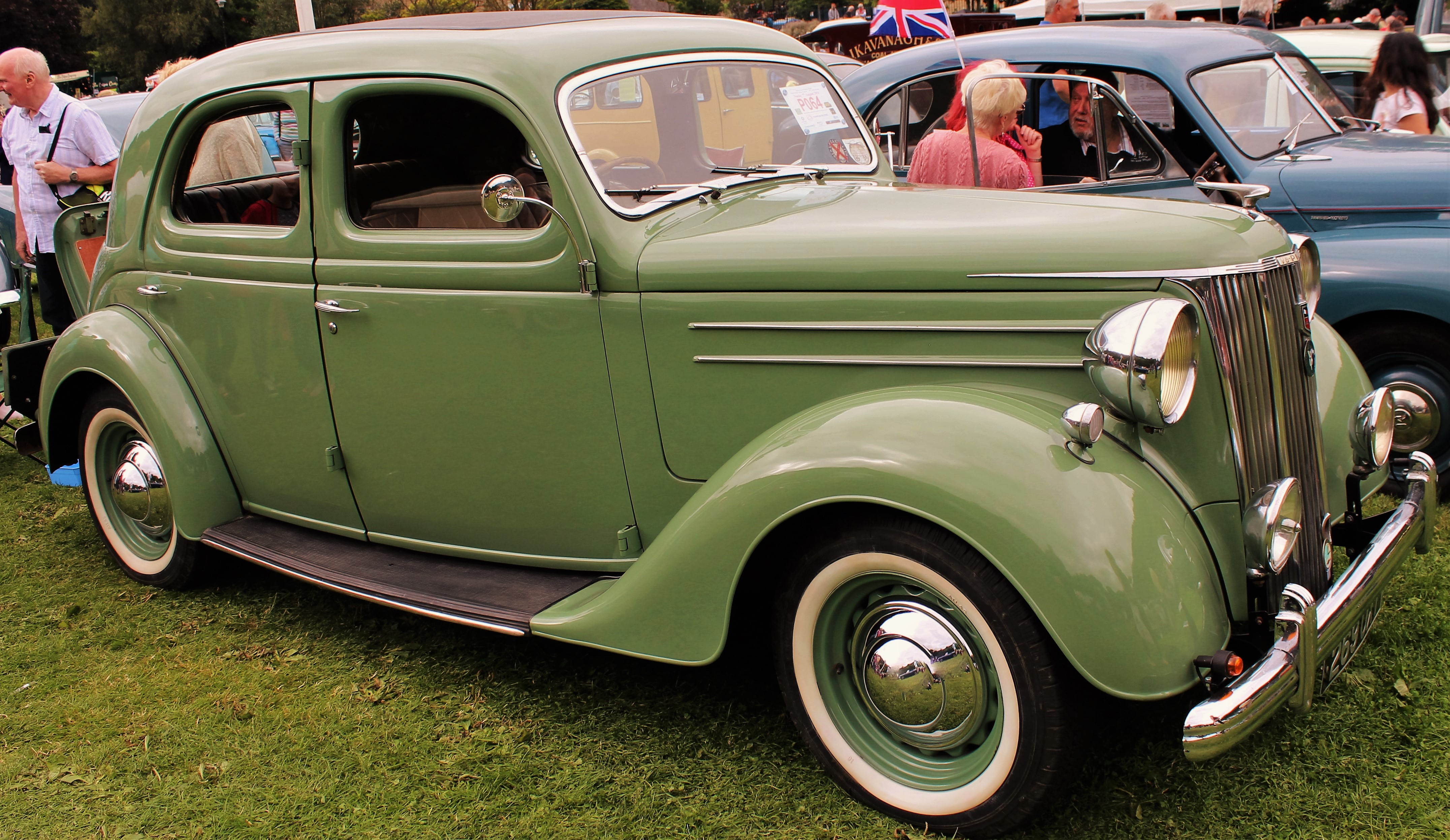
Ford Pilot V8 berline.

La production du moteur E71A est mentionnée dans "L'histoire illustrée des pick-ups et véhicules de service public Ford" rédigée par Michael Allen & Les Geary et publiée par Haynes. Une illustration présente le 250 000e moteur E71A fabriqué à Dagenham depuis le début de la guerre. Cette référence suggère la continuation de la production postérieurement à cet événement.

## Assemblage australien

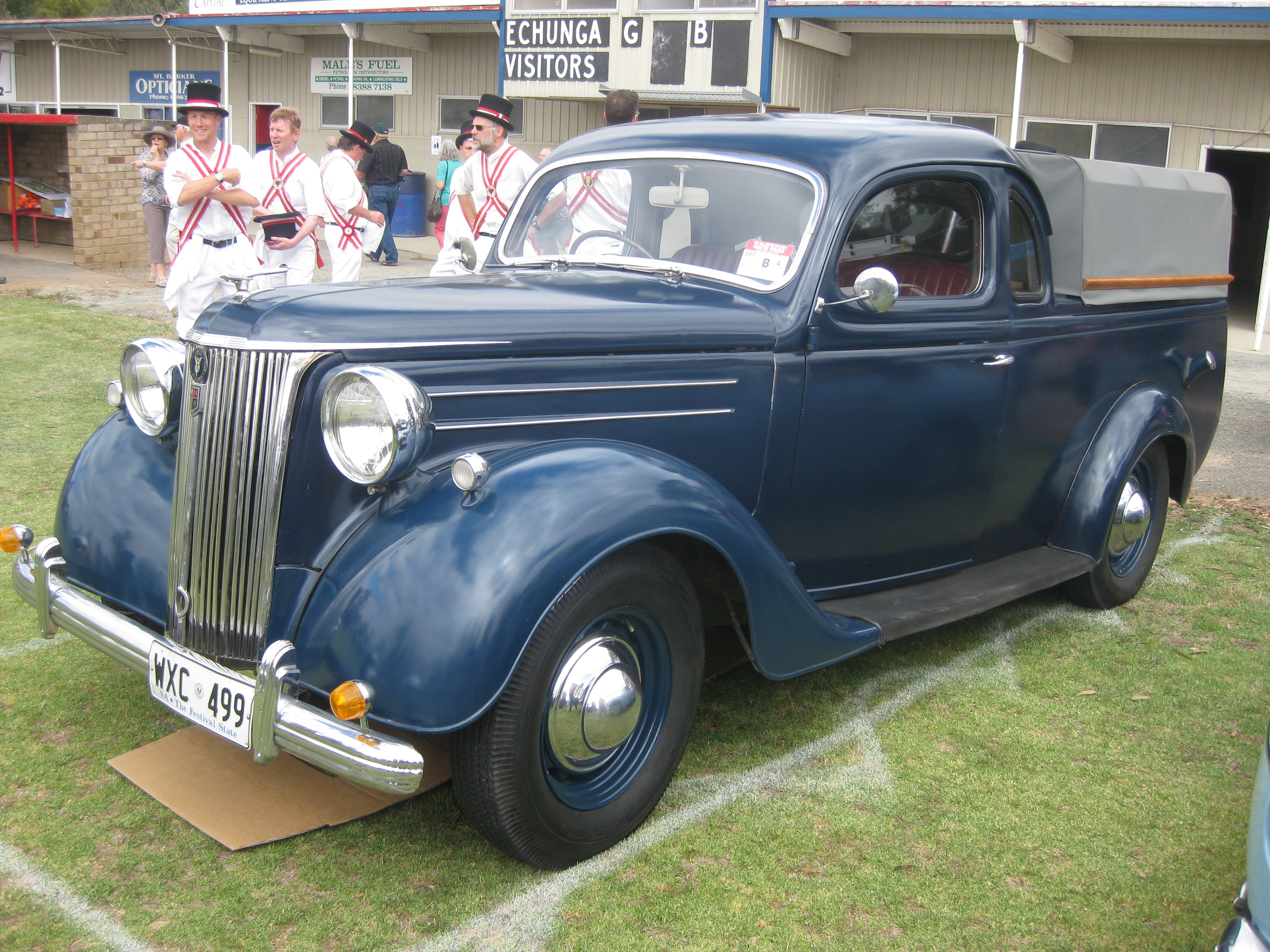
Ford Pilot V8 coupé utilitaire. Cette carrosserie se distingue du pick-up par sa ligne de toit, ses vitres latérales et l'intégration de la carrosserie arrière

En 1949, Ford Australie a inauguré l'introduction de la Pilot sur le marché australien. Cette incursion a été réalisée en important le modèle, à la fois entièrement assemblé et semi-démonté. À l'origine plus coûteuse que la Ford Custom V8 canadienne, son prix a été progressivement réduit en termes relatifs jusqu'à ce qu'elle devienne moins onéreuse que la Custom.Une variante utilitaire coupé a également été produite.

## Sport automobile
Ken Wharton a conduit une Ford Pilot à la victoire au rallye des tulipes de 1950 et au rallye international de Lisbonne de 1950.